# София Аморусо
София Кристина Аморусо (родена на 20 април 1984 г.) е американска бизнесдама. На 23-годишна възраст тя отваря eBay магазин за винтидж облекло, който нарича Nasty Gal Vintage.
Въз основа на успеха на онлайн магазина ѝ Аморусо основава Nasty Gal, ритейлър на дамска мода, който през 2012 г. е обявен от списание Inc. за една от „най-бързо развиващите се компании“. През 2016 г. Forbes обявява Аморусо за една от най-богатите жени, които са се издигнали сами.

## Ранни години
Аморусо е родена в Сан Диего, Калифорния, през 1984 г. Има гръцки, италиански и португалски произход. Възпитана е във вярата на Гръцката православна църква. След като е диагностицирана с депресия и синдром на дефицит на вниманието (СДВ) в юношеските си години, тя напуска училище и започва да се обучава вкъщи. Първата работа на тийнейджърката е в ресторант на Subway; впоследствие тя работи на най-различни места, включително в книжарница и в музикален магазин. След гимназията родителите ѝ се развеждат и тя се мести в Сакраменто, Калифорния.
Като тийнейджърка Аморусо води номадски начин на живот – пътуване на автостоп по Западното крайбрежие, ровене по кофите и дребни кражби.
През 2003 г., докато живее в Портланд, Орегон, е хваната да краде. Отделът на магазина за предотвратяване на загубите я глобява и преживяването я кара да спре с кражбите. Аморусо напуска Портланд и се мести в Сан Франциско. Скоро след това открива, че има херния в слабините, което я принуждава да си плати здравните осигуровки за необходимото медицинско лечение. Докато посещава общински колеж, тя работи във фоайето на Академията на изкуствата, където проверява документите за самоличност на студентите.

## Кариера

### eBay магазин
На 23 години, докато работи като охрана в Академията на изкуствата в Сан Франциско, Аморусо отваря eBay магазин, който нарича Nasty Gal Vintage – кръстен на издадения през 1975 г. албум на фънк певицата и икона на стила Бети Дейвис. Магазинът съдържа втора ръка винтидж облекла и други предмети. Първият предмет, който Аморусо продава, е крадена книга. Използвайки наученото в класа по фотография, тя сама заснема и прави стайлинга на артикулите, които след това описва на сайта и изпраща.
Аморусо твърди, че акаунтът ѝ в eBay е бил блокиран през 2008 г., защото е публикувала хиперлинкове в обратната си връзка към клиенти, и затова стартира Nasty Gal като самостоятелен ритейл уебсайт. В предишно свое изказване тя заявява, че напуска доброволно заради правилата, които не позволяват на продавачите да оставят негативна обратна връзка на клиенти. Аморусо също така е обвинена в изкуствено надуване на наддаванията, което тя отрича.

### Nasty Gal
В социалните медии Nasty Gal е популярна сред младите жени и събира предани последователи. Компанията се разраства бързо – с приходи, които се увеличават от 223 000 долара през 2008 г. до почти 23 милиона през 2011 г. New York Times нарича Аморусо „Пепеляшка на технологиите“. През 2013 г. списание Inc. я включва в своята селекция „30 под 30“. Отново през 2013 г. Business Insider я обявява за един от най-сексапилните главни изпълнителни директори в света.През 2014 г. автобиографията на Аморусо #ШЕФКАТА е публикувана от Portfolio, импринт на издателство Penguin, специализиращ в книги за бизнеса. Книгата е издадена на български език от издателство „Вакон“. На 21 април 2017 г. се състои премиерата на Netflix сериала Girlboss, който е свободна адаптация на автобиографията.
В интервю с Дан Шаубел от Forbes Аморусо признава, че не се е чувствала съвместима с изискванията към позицията „главен изпълнителен директор“, и съветва хората, които искат да станат СЕО-та, да продължават да търсят ръководни длъжности. Въпреки че по-рано не е заемала ръководна длъжност, Аморусо е работила на много места, преди да стане управител на Nasty Gal Vintage.
На 12 януари 2015 г. Аморусо обявява, че се оттегля от позицията си на главен изпълнителен директор на Nasty Gal. През ноември 2016 г. компанията подава молба за защита от банкрут по Глава 11, а Аморусо подава оставка като изпълнителен председател.Swisher, Kara (9 ноември 2016). 